# Liste der Kulturdenkmale in der Oberen Aue (Plauen)

Lage des Stadtteils Obere Aue in Plauen

In der Liste der Kulturdenkmale in der Oberen Aue sind die Kulturdenkmale des Plauener Stadtteils  Obere Aue verzeichnet, die bis Januar 2020 vom Landesamt für Denkmalpflege Sachsen erfasst wurden (ohne archäologische Kulturdenkmale). Die Anmerkungen sind zu beachten.
Diese Aufzählung ist eine Teilmenge der Liste der Kulturdenkmale in Plauen.

## Liste der Kulturdenkmale in der Oberen Aue
| Bild           | Bezeichnung | Lage                            | Datierung | Beschreibung | ID       |
| -------------- | --- | ------------------------------- | --- | --- | -------- |
|                | Steinbogenbrücke über die Elster (Gösselbrücke) | Böhlerstraße (Karte)            | 1897–1898 | Mit Relikten historistischer Gestaltung, aufwendiges Geländer, ziseliertes schmiedeeisernes Kreuz, an den Wangen noch die bauzeitliche Gestaltung (z. B. Bogenfriese) | 09246585 |
|                | Mietshaus in ehemals geschlossener Bebauung | Böhlerstraße 39 (Karte)         | 1904 | Historisierender Bau einer gleich gestalteten Zeile, baugeschichtliche Relevanz. Dreigeschossiger Klinkerbau mit Gussstein-Gliederungselementen, rechte Achse betont durch lisenengerahmte und dekorativ gerahmte Kuppelfenster sowie durch Dachausbau darüber, das erste Obergeschoss als Piano nobile eingefasst von Gurtgesimsen und mit etwas gesteigerter Dekoration (Fenster durch kräftige Bögen bekrönt), Eingang links, drei kleine stehende Gaupen, Fassade gespiegelt in Nummer 41. | 09301825 |
|                | Mietshaus in geschlossener Bebauung | Böhlerstraße 41 (Karte)         | 1904 | Historisierender Bau einer gleich gestalteten Zeile, baugeschichtliche Relevanz. Dreigeschossiger Klinkerbau mit Gussstein-Gliederungselementen, linke Achse betont durch lisenengerahmte und dekorativ gerahmte Kuppelfenster sowie durch Dachausbau darüber, das erste Obergeschoss als Piano nobile eingefasst von Gurtgesimsen und mit etwas gesteigerter Dekoration (Fenster durch kräftige Bögen bekrönt), Eingang mit separatem Oberlicht links, drei kleine stehende Gaupen, die Fassade ist die Spiegelung derer der Nummer 39. | 09246583 |
|                | Mietshaus in geschlossener Bebauung | Böhlerstraße 43 (Karte)         | 1904 | Historisierender Bau einer gleich gestalteten Zeile, baugeschichtliche Relevanz. Gleiche Gestaltung wie die Nachbarhäuser, hier jedoch mit Mittelbetonung, dreigeschossiger Klinkerbau mit Gussstein-Gliederungselementen, Mittelachse mit Eingang betont durch Lisenen sowie durch Dachausbau darüber, das erste Obergeschoss als Piano nobile eingefasst von Gurtgesimsen und mit etwas gesteigerter Dekoration (Fenster durch kräftige Bögen bekrönt), kleine stehende Gaupen. | 09246582 |
|                | Mietshaus in geschlossener Bebauung | Böhlerstraße 45 (Karte)         | 1903 | Historisierende Fassade, Zeugnis der Stadterweiterung, Teil einer gleich gestalteten Häuserzeile, baugeschichtliche Bedeutung. Dreigeschossiger und dreiachsiger gelber Klinkerbau mit grauen Putz-Stuck oder Gusssteinelementen (Fensterverdachungen, Traufgesimsgestaltung), eingezogener Eingang links, Gurtgesims trennt Erdgeschoss optisch ab, drei stehende Gaupen. | 09246581 |
|                | Mietshaus in geschlossener Bebauung | Böhlerstraße 47 (Karte)         | 1903 | Historisierende Fassade, Gebäude ist Teil einer gleich gestalteten Häuserzeile, baugeschichtliche Bedeutung. Dreigeschossiger gelber Klinkerbau mit hellgrauen Putz-Stuck-Gusssteinelementen (Fensterbekrönungen, Traufgestaltung), großer Eingang rechts, über Erdgeschoss Gurtgesims, die beiden linken Achsen zu Kuppelfenstern und durch Lisenen zusammengefasst sowie von bekröntem Giebel überhöht, drei Gaupen, Fassade spiegelt diejenige von Nummer 49. | 09246580 |
|                | Mietshaus in geschlossener Bebauung | Böhlerstraße 49 (Karte)         | 1903 | Historisierende Fassade, Gebäude ist Teil einer gleich gestalteten Häuserzeile, baugeschichtliche Bedeutung. Dreigeschossiger gelber Klinkerbau auf rotem Sockel mit hellgrauen Putz-Stuck-Gusssteinelementen (Fensterbekrönungen, Traufgestaltung), Eingang mit separatem Oberlicht links, über Erdgeschoss Gurtgesims, die beiden rechten Achsen zu Kuppelfenstern und durch Lisenen zusammengefasst sowie von bekröntem Giebel überhöht, drei stehende Gaupen (Fassade spiegelt diejenige von Nummer 47). | 09246579 |
|                | Ehemaliges Hotel Nürnberger Hof in geschlossener Bebauung | Dürerstraße 1 (Karte)           | 1902 | Leicht veränderter Putzbau mit aufwendiger Fassadengestaltung, u. a. baugeschichtliche und städtebauliche Bedeutung. Viergeschossiger Putzbau, Eckbetonung durch schräg gestellte Achse mit neubarock anmutendem Gaststätteneingang und loggienartigem Dachaufbau, weitere Gliederung der langgestreckten Wände durch drei- bzw. zweigeschossigen Polygonalerker, eklektizistische Gestaltung durch Spitzbogenfenster (Erdgeschoss), Renaissanceverdachungen, Säulchen, Pilaster und Dreiecksgiebel, zweites Obergeschoss Feld mit Zierfachwerk, Fenster im Obergeschoss Rundbogenfenster, als Fensterfront zusammengefasst, Fensterbrüstungen mit Relieffeldern, als Kopfbau zweier Straßenzeilen von städtebaulicher Relevanz. | 09246578 |
|                | Mietshaus in geschlossener Bebauung | Dürerstraße 3 (Karte)           | 1902 | Teil einer Häuserzeile mit historisierenden Fassaden, baugeschichtliche Relevanz. Viergeschossiger und fünfachsiger gelber Klinkerbau mit Putz-Stuck-Zierelementen, Eingang rechte Seite, über Erdgeschoss Gurtgesims, die Fenster des ersten und zweiten Obergeschosses durch Putzgestaltung optisch zusammengefasst, dazwischen Schmuckfelder (Sonnen, Blätter etc.), drittes Obergeschoss wiederum durch Gurtgesims optisch abgetrennt, stehende Gaupen. | 09246577 |
|                | Mietshaus in jetzt halboffener Bebauung | Dürerstraße 4 (Karte)           | 1902 | Mit Laden, historisierende Fassade mit Jugendstilelementen, baugeschichtlich von Bedeutung. Viergeschossiger Putzbau mit fünf Achsen, Erdgeschoss rundbogige Öffnungen, Eingang linke Seite, über Erdgeschoss Gurtgesims, zweites und drittes Obergeschoss mit Segmentbogenöffnungen, im ersten Obergeschoss gerade verdacht, zweite und dritte Achse hervorgehoben durch Dreieckserker, darüber Balkon mit Thermenfenster, Bekrönung durch steilen Giebel im Dachbereich, zwischen den Obergeschoss-Fenstern, am Erker und in der Giebelzone jugendstiliges Putz-Stuck-Ornament, schöne originale rundbogige Haustür, einflüglig mit Oberlicht, Mansarddach mit Schleppgaupen. | 09246565 |
|                | Mietshaus in geschlossener Bebauung | Dürerstraße 5 (Karte)           | 1902 | Historisierender Klinkerbau, baugeschichtlich von Bedeutung. Viergeschossiger fünfachsiger gelber Klinkerbau, etwas verändertes Erdgeschoss mit geradsturzigen Öffnungen, darüber breites Putzgesims, die Fenster des ersten und zweiten Obergeschosses optisch vertikal zusammengefasst durch spitzbogig abgeschlossene Rundpfeiler, Felder mit Balustraden und bunte Schmuckfelder zwischen den Geschossen und in den Spitzbögen (florale Motive), Traufgesims mit Segmentbögen verziert. | 09246576 |
|                | Mietshaus in geschlossener Bebauung | Dürerstraße 6 (Karte)           | 1902 | Historisierender Bau der Stadterweiterung, baugeschichtliche Relevanz. Sockel Theumaer Schiefer, Erdgeschoss Putzrustika (Kunststein), korbbogige Öffnungen mit Schlusssteinen, Eingang mittig, über Erdgeschoss Gurtgesims, die drei Obergeschosse mit roter Klinkerwand und standardisierter Putz-Stuck-Ornamentierung (alle Geschosse mit Tudorbögen), stehende Gaupen. | 09246566 |
|                | Mietshaus in geschlossener Bebauung | Dürerstraße 7 (Karte)           | 1902 | Mit Laden, historisierender Klinkerbau der vorletzten Jahrhundertwende, baugeschichtlich und ortsentwicklungsgeschichtlich von Bedeutung. Viergeschossiger gelber Klinkerbau von fünf Achsen, Erdgeschoss mit bogigen Öffnungen, Portal und Durchfahrt (zweiflügeliges Holztor mit Oberlicht) in den beiden rechten Achsen, über Erdgeschoss Gurtgesims, die Achsen der drei Obergeschosse durch Putzornamentik optisch verbunden (Putz-Stuck-Schmuckfelder, Bekrönung der Fenster im ersten Obergeschoss mit Dreiecks-Sprenggiebeln etc.), sechs kleine stehende Gaupen, gleiche Gestaltung wie Nachbarhäuser. | 09246575 |
|                | Mietshaus in geschlossener Bebauung | Dürerstraße 8 (Karte)           | 1902 | Historisierender Bau mit Jugendstilelementen, baugeschichtliche Bedeutung. Viergeschossiger und sechsachsiger Putzbau, im Erdgeschoss Rundbogenöffnungen, über Erdgeschoss sowie zweitem Obergeschoss Gurtgesimse, die Obergeschoss-Fenster durch florale Putz-Stuck-Schmuckfelder vertikal verbunden, starke risalitartige Betonung der beiden Achsen links der Mitte durch Dreieckserker im zweiten Obergeschoss und darüber Balkon vor Thermenfenster, der Risalit bekrönt durch (Renaissance-)Volutengiebel, hier Jugendstilformen, bis auf den Eingang Quasi-Spiegelung der Fassade des Hauses Nummer 10. | 09246567 |
|                | Mietshaus in geschlossener Bebauung | Dürerstraße 9 (Karte)           | 1902 | Historisierende Klinkerfassade einer einheitlich gestalteten Häuserreihe, baugeschichtliche Bedeutung. Viergeschossiger fünfachsiger gelber Klinkerbau, im Erdgeschoss bogige Öffnungen mit Schlusssteinen, darüber Gurtgesims, Eingang mit originaler Haustüre (zweiflügelig mit Oberlicht) in der Mittelachse, die Achsen der Obergeschoss-Fenster durch Putz-Stuck-Schmuckfelder verbunden, im ersten Obergeschoss Fenster bekrönt durch Dreiecks-Sprengiebel, sechs stehende Gaupen. | 09246574 |
|                | Mietshaus in geschlossener Bebauung | Dürerstraße 10 (Karte)          | 1902 | Historisierender Jahrhundertwendebau mit Jugendstilelementen,baugeschichtliche Bedeutung. Viergeschossiger und sechsachsiger Putzbau, im Erdgeschoss Rundbogenöffnungen, seitlicher Eingang, über Erdgeschoss sowie zweitem Obergeschoss Gurtgesimse, die Obergeschoss-Fenster durch florale Putz-Stuck-Schmuckfelder vertikal verbunden, starke risalitartige Betonung der beiden Achsen rechts der Mitte durch Dreieckserker im zweiten Obergeschoss und darüber Balkon vor Thermenfenster, der Risalit bekrönt durch (Renaissance-)Volutengiebel, hier Jugendstilformen, bis auf den Eingang Quasi-Spiegelung der Fassade des Hauses Nummer 8. | 09246568 |
|                | Mietshaus in geschlossener Bebauung | Dürerstraße 11 (Karte)          | 1903 | Historisierende Klinkerfassade einer einheitlich gestalteten Häuserreihe, baugeschichtliche Bedeutung. Viergeschossiger sechsachsiger gelber Klinkerbau, im Erdgeschoss bogige Öffnungen mit Schlusssteinen, darüber Gurtgesims, Eingang mit originaler Haustüre (zweiflügelig mit Oberlicht) mittig, dazu linksseitig größere Durchfahrt, die Achsen der Obergeschoss-Fenster durch Putz-Stuck-Schmuckfelder verbunden, im ersten Obergeschoss Fenster bekrönt durch Dreiecks-Sprengiebel, sechs stehende Gaupen und die beiden rechten Achsen übergiebelt durch zweiachsigen Putzaufbau mit Bekrönung (Architrav, Obelisk). | 09246573 |
|                | Mietshaus in jetzt halboffener Bebauung | Dürerstraße 12 (Karte)          | 1902 | Historisierende Fassade der vorletzten Jahrhundertwende, baugeschichtliche Bedeutung. Viergeschossiger und fünfachsiger roter Klinkerbau mit (verändertem) Putz-Erdgeschoss, Eingang rechte Seite, die Achsen der drei Obergeschosse durch ornamentierte Putzfelder gekennzeichnet, Keil-bzw. Vorhangbogen bekrönen die Öffnungen. | 09246569 |
|                | Mietshaus in geschlossener Bebauung | Dürerstraße 13 (Karte)          | 1902 | Historisierende Klinkerfassade einer einheitlich gestalteten Häuserreihe, baugeschichtliche Bedeutung. Viergeschossiger fünfachsiger gelber Klinkerbau, im Erdgeschoss bogige Öffnungen mit Schlusssteinen, darüber Gurtgesims, Eingang mit originaler Haustüre (zweiflügelig mit Oberlicht) mittig, die Achsen der Obergeschoss-Fenster durch Putz-Stuck-Schmuckfelder verbunden, im ersten Obergeschoss Fenster bekrönt durch Dreiecks-Sprenggiebel, sechs stehende Gaupen. | 09246572 |
|                | Maschinenhaus der ehemaligen Chemischen Bleicherei, Färberei und Appreturanstalt F. A. Hempel | Dürerstraße 30a (Karte)         | Zwischen 1920 und 1930 | In dieser Bauweise in Plauen und möglicherweise auch Sachsen singuläres technisches Denkmal, überwiegend im Originalzustand erhalten, von industriegeschichtlicher sowie städtebaulicher Bedeutung. Original erhaltener zweigeschossiger Putzbau auf annähernd quadratischem Grundriss, darüber quadratischer Aufbau, Walmdach, Putzbau, Laterne. | 09246593 |
|                | Wohn- und Kontorgebäude einer ehemaligen Kunstwerksteinfirma, offene Bebauung | Hofwiesenstraße 1 (Karte)       | 1900 | Reich gegliedertes, repräsentatives neubarockes Gebäude von orts- und baugeschichtlicher Bedeutung. Dreigeschossiger neobarocker Putzbau auf annähernd dreieckigem Grundriss, an den Ecken ausladende Dachaufbauten als viertes Geschoss, Erdgeschoss mit Putznutung, kräftige Gurtgesimse über Erdgeschoss und zweitem Obergeschoss (als breitesTraufgesims mit Zahnschnitt und Hängeplatten), das erste Obergeschoss mit segmentbogigen Fensterverdachungen (darin Wappen), an der Schmalseite zwei korinthische Kolossalhalbsäulen mit dem Traufgesims als Architrav, Werksteinverkleidung, im Erdgeschoss Verzierung durch Löwenköpfe, Gauben mit Rundbögen, in Zwickeln Reliefs, Friese u. a. laufender Hund. | 09246560 |
|                | Villenartiges Wohnhaus in offener Bebauung in Ecklage, mit seitlicher Einfriedung | Hofwiesenstraße 8 (Karte)       | 1903 | RepräsentativerJugendstilbau, Fabrikationszusammenhang, u. a. baugeschichtliche Bedeutung. Zweigeschossiger Putzbau mit roten Klinkerflächen im Erdgeschoss-Bereich, Eckbetonung durch im Erdgeschoss ansetzenden zweigeschossigen Polygonalerker mit Welscher Haube, daneben jeweils Dachausbau mit Schweifdach, die Wandflächen mit Rauputz und Lisenengliederung, unterschiedliche Putzfelder, gestaltetes Mezzanin, Fensterbrüstungen durch Kranzdarstellungen verziert, Fenster mit flachen Segmentbogenverdachungen, die Rückseite ebenfalls durchweg gestaltet durch souverän gegliedertes, in Thermenfenster auslaufendes Treppenhaus, Eingangszone mit geschwungenem Vorbau, Fenstervergitterung im Kellergeschoss Jugendstil. | 09246561 |
|                | Villa mit Einfriedung | Hofwiesenstraße 12 (Karte)      | 1889 | Architektonisch qualitätvoll gestaltete Villa, ursprünglich zu Hempelschen Fabriken gehörend, baugeschichtliche und ortsgeschichtliche Bedeutung. Zweigeschossiger roter Klinkerbau mit Mansarddach, mit Eckquaderung, Natursteingesimse, eingeschossiger Erker an Straßenfront, darüber Balkon mit originalen Eisengeländern, Fensterverdachungen durch Segmentbögen und Dreieckgiebel, leicht vorspringender Seitenrisalit an Straßenfront, dreiachsiges Zwerchhaus sowie Gauben mit Segmentbögen, eine Hausfront verputzt, dort vereinfacht, im inneren Reste der Ausstattung, an Hausfassaden Zwickelfelder teilweise reliefiert, Einfriedung aus Erbauungszeit, verzierter schmiedeeiserner Zaun, über Eingang schmiedeeiserne Verdachung mit Glas, bleiverglaste Fenster im Treppenhaus, originale Haustür. | 09246562 |
| Weitere Bilder | Produktionsgebäude mit turmartigem Anbau sowie altem Kesselhaus/späterer Schmiede, Verwaltungsgebäude, weiteres Produktionsgebäude, Nebengebäude an der Westseite des Geländes, Schornstein/Wasserturm, Einfriedung sowie Reste der ursprünglichen technischen Ausstattung der ehemaligen Hempel’schen Fabrik | Hofwiesenstraße 22 (Karte)      | Um 1830 (Produktionsgeb. mit Anbau); zwischen 1830 und 1872 (altes Kesselhaus); um 1880 (Produktionsgeb.); um 1910 (technische Ausstattung); 1911 (Schornstein) | Von großer stadtgeschichtlicher, industrie- und technikgeschichtlicher sowie bau- bzw. baukonstruktionsgeschichtlicher Bedeutung. Die Chemische Bleicherei, Färberei und Appreturanstalt F. A. Hempel war eines der bedeutenden Plauener Unternehmen des 19. und frühen 20. Jahrhunderts und eine der größten regionalen Anstalten dieses Gewerbezweiges. Dies lässt sich auch heute noch an dem umfangreich erhaltenen und qualitätvoll gestalteten Gebäudebestand auf dem Gelände an der Hofwiesenstraße ablesen, ebenso wie an der von dem ursprünglich ebenfalls beachtlichen Gebäudebestand noch erhaltenen Maschinenhalle des Zweigwerks Dürerstraße. Die Gebäude der Bleicherei, Färberei und Appreturanstalt sind auch heute noch Sachzeugnisse einer ehemals an Industriebetrieben reichen Stadt, die als Hauptort der sächsischen Stickerei und Appretur für Weißwaren galt. Neben Spinnereien, Webereien weißer Baumwollwaren, auch Plauensche Waren genannt, Zwirnereien und Stickereien gab es um 1895 insgesamt 16 Färbereien und 13 Bleich- und Appreturanstalten in Plauen. Heute ist die Hempelsche Fabrik die einzige in Plauen erhaltene Appreturanstalt aus dem 19. Jahrhundert und damit singulär. Der historisch gewachsene Gebäudebestand (ab 1830 bis ins frühe 20. Jahrhundert) ist als Sachzeugnis steter Nutzung und Erweiterung durch verschiedene Konstruktionsweisen geprägt. Die teils durchgängig eingesetzte, nüchtern wirkende Fassadengestaltung wird punktuell aber auch durch ungewöhnliche bauliche Akzente, wie beispielsweise das Portal des Verwaltungsgebäudes (Verwaltungsgebäude wegen Substanzverlust 2019 gestrichen), durchbrochen, so dass der Gebäudebestand auch von baugeschichtlicher Bedeutung ist. Vor allem das Produktionsgebäude ist zudem baukonstruktionsgeschichtlich interessant, weist es doch im ersten Obergeschoss eine besondere Tragekonstruktion aus Gusseisensäulen, Eisenfachwerkunterzügen sowie diagonal verspannten Zugstangen auf. Da sich kaum Zeugnisse für die ursprüngliche Nutzung der Gebäude erhalten haben, kommt den teils noch vorhandenen Maschinenfundamenten und Wandöffnungen in den verschiedenen Gebäuden, vor allem aber dem im Produktionsgebäude 7 weitgehend erhaltenen Spannrahmensystem mit Flügelzeug, ein großer Dokumentwert zu. Es ist trotz seiner Unvollständigkeit möglicherweise sachsenweit eines der letzten erhaltenen derartigen Anlagen einer Appreturanstalt um 1910 und somit technikgeschichtlich von Bedeutung. Ebenso ist der Wasserturm für Brauchwasser in dieser Form als Umbau eines Industrieschornsteines in Sachsen selten und von hoher technikgeschichtlicher Bedeutung. | 09246563 |
|                | Villa mit Einfriedung und Garten | Hofwiesenstraße 24 (Karte)      | 1875 | Ursprünglich zur Fabrik Hempel gehörendes neuklassizistisches Bauwerk, baugeschichtliche und ortsgeschichtliche Bedeutung. Zweigeschossiger Putzbau auf unregelmäßigem Grundriss, Putznutung im Erdgeschoss, darüber Pilastergliederung, schöne zweiflügelige Haustür mit Segmentbögen und Oberlicht, schmiedeeisernes Hausvordach, Obergeschoss waagerechte Fensterverdachung und Dreieckgiebel, Trauf-Architravgesims, Mansarddach, schmiedeeiserner Zaun, Gartenseite mit Freitreppe und Wintergarten sowie Balkon. 1882 Erweiterung, 1889 Anbau Veranda, 1893 Einfriedung, 1894 Gartenhäuschen. | 09246564 |
|                | Straßenbrücke mit Eisengeländer zwischen Uferstraße und Holbeinstraße (Dürerbrücke) | Holbeinstraße (Karte)           | Um 1900 | Original erhaltene, mit Naturstein verkleidete Betonbrücke mit reich verziertem schmiedeeisernem Geländer, verkleidet durch Theumaer Schiefer und Granitbrückenköpfe | 09246592 |
|                | Mietshaus in geschlossener Bebauung | Ludwig-Richter-Straße 1 (Karte) | 1904 | Zeittypischer historisierender Stadterweiterungsbau, baugeschichtliche Relevanz. Dreigeschossiger und fünfachsiger Putzbau, Erdgeschoss Kunststeinverkleidung mit Bossenquaderung, die Erdgeschoss-Öffnungen segmentbogig mit Schlussstein, bei der mittigen Haustür als Kopf, über Erdgeschoss Gurtgesims, die beiden Obergeschosse mit Gliederung durch Schmuckpilaster, Mittelachse betont durch breitere Rahmung sowie Segmentbogenfenster im ersten Obergeschoss, darüber zweiachsiges Dachhäuschen, Bauschmuck in Form von Kränzen, Muscheln, Pflanzen und Blumen. | 09246502 |
|                | Mietshaus in geschlossener Bebauung | Ludwig-Richter-Straße 3 (Karte) | 1903 | Ursprünglich mit Laden, historisierender Bau der Stadterweiterung, baugeschichtlich von Bedeutung. Dreigeschossiger und fünfachsiger Putzbau, gleiche Gestaltung wie Nachbarhaus, Erdgeschoss mit Rauputzquadern und bogigen Öffnungen, große seitliche jugendstilige Haustür mit Oberlicht und Vergitterung, über Erdgeschoss Gurtgesims, die beiden Obergeschosse mit Pilastergliederung, geraden Fensterstürzen und reichen Putz-Stuck-Schmuckfeldern (Girlanden, Florales), die Mittelachse wird betont durch Giebel mit Bekrönung, seitlich davon je zwei stehende Gaupen, Ladentür zugesetzt. | 09246503 |
|                | Mietshaus in geschlossener Bebauung | Ludwig-Richter-Straße 5 (Karte) | 1903 | Ursprünglich mit Laden, historisierender Bau der Stadterweiterung, baugeschichtlich von Bedeutung. Dreigeschossiger und fünfachsiger Putzbau, gleiche Gestaltung wie Nachbarhaus, Erdgeschoss mit Rauputzquadern und bogigen Öffnungen, große seitliche jugendstilige Haustür mit Oberlicht und Vergitterung, Reliefdarstellung eines Bergmanns mit Grubenlampe, über Erdgeschoss Gurtgesims, die beiden Obergeschosse mit Pilastergliederung, geraden Fensterstürzen und reichen Putz-Stuck-Schmuckfeldern (Girlanden, Florales), die Mittelachse wird betont durch Giebel mit Bekrönung, seitlich davon je zwei stehende Gaupen. | 09246504 |
| Weitere Bilder | Gedenktafel für August Bebel | Pfaffenfeldstraße 2a (Karte)    | Um 1975 | Gedenktafel für August Bebel am ehemaligen Kino Tivoli (um 1975). Inschrift: „Am 27. April 1870 sprach hier im Tivoli der Mitbegründer der sozialdemokratischen Arbeiterpartei August Bebel zu Plauener Arbeitern“, geschichtliche Bedeutung. | 09306310 |
|                | Wohnhaus in halboffener Bebauung und in Ecklage | Rosengasse 1 (Karte)            | 1876 | Repräsentatives spätklassizistisches Wohnhaus mit bildprägender Wirkung, baugeschichtliche Bedeutung. Dreigeschossig, vier bzw. fünf Achsen, Eckputzquaderung, durchlaufende Gesimse zwischen allen Geschossen, im Erdgeschoss auch zwischen den (hier rundbogigen) Fenstern, die Obergeschosse mit waagerechter Fensterverdachung, Mezzaningeschoss, Traufgesims mit Kragsteinen, Walmdach, annähernd quadratischer Grundriss, saniert mit Dachausbau. | 09245894 |
|                | Wohnhaus in Ecklage und in ehemals geschlossener Bebauung | Straßberger Straße 23 (Karte)   | 1864 | Mit Laden, spätklassizistische Einflüsse, mit baugeschichtlicher Bedeutung und an bildprägender Stelle. Zweigeschossiger Putzbau mit Walmdach, sieben zu sechs Achsen, mit dominantem dreiecksbekröntem Frontgiebel als Dachausbau über drei Achsen, Erdgeschoss mit (vermutlich nicht originalen) Läden, mittige Haustür mit (ebenfalls wohl nicht originalem) Segmentbogen, über Erdgeschoss Gurtgesims, die Fensterverdachungen im Obergeschoss gerade, die stehenden Dachgaupen moderat vergrößert, profiliertes Traufgesims (Zahnschnitt, ebenfalls im Giebeldreieck) wird am Giebel unterbrochen, Raum im ersten Obergeschoss schlichte Stuckdecke. | 09245895 |
|                | Mietshaus in jetzt halboffener Bebauung | Trockentalstraße 56 (Karte)     | Bezeichnet mit 1908 | Bereits mit Elementen des Reformstils, baugeschichtliche Relevanz. Gleiche Gestaltung wie Nachbarhaus (Nummer 58) und mit diesem im Sinne des Reformstils architektonisch abgestimmt, viergeschossiger Putzbau mit dominantem Zentralerker über drei Etagen und Abschluss mit Fachwerkblendgiebel, das hohe Erdgeschoss mit seitlichem Eingang links, darüber geschwungenes Giebelfeld mit Bezeichnung „1908“, an Erkerbrüstung Mädchenkopf, ansonsten geometrische Putzornamente, eine Schleppgaube, im Inneren original erhalten, pro Etage eine Wohnung mit zusätzlichem Zimmer mit direktem Zugang vom Treppenhaus, zweiläufige Treppe mit Terrazzoböden und -treppen, Holzgeländer, originale, relativ schlichte Holztüren an Wohnungen und Zimmern, einfache Stuckdecken vorwiegend in Wohnzimmern, ein originaler blauer Kachelofen (2009) | 09247412 |
|                | Mietshaus in Ecklage in geschlossener Bebauung | Trockentalstraße 58 (Karte)     | Bezeichnet mit 1910 | Repräsentativer und zeittypischer Putzbau des Reformstils, baugeschichtliche Bedeutung. Gleiche Gestaltung wie Nachbarhaus (Nummer 56) und mit diesem im Sinne des Reformstils architektonisch abgestimmt, viergeschossiger Putzbau mit straßenseitig dominantem Zentralerker über drei Etagen, teilweise mit goldgefassten Schmuckelementen und Abschluss mit Fachwerkblendgiebel, hohes Erdgeschoss, über Eck weitere achtachsige Schauseite mit zentralem dreiachsigem flachen Erker mit Bekrönung durch Schweifgiebel, seitlich davon weitere Achse durch flachen und schmalen Fenstererker hervorgehoben, gegliederte Rückfassade mit Balkonen | 09247413 |
|                | Mietshaus in geschlossener Bebauung in Ecklage | Trockentalstraße 70 (Karte)     | 1904 | Historisierende Fassade, städtebauliche Relevanz durch Rolle als Kopfbau zweier Straßenzeilen | 09246570 |
|                | Mietshaus in geschlossener Bebauung | Trockentalstraße 72 (Karte)     | 1904 | Bestandteil einer historisierenden Häuserzeile der Stadterweiterung, baugeschichtlich relevant. Viergeschossiger fünfachsiger gelber Klinkerbau mit geputztem Erdgeschoss (Nutung), seitlichem Eingang und bogigen Öffnungen, Mittelachse hervorgehoben durch Lisenengliederung und Übergiebelung, in den Obergeschoss Putz-Stuck-Überdachungen der Fenster, u. a. Kielbögen. | 09246571 |
|                | Wohnhaus in halboffener Bebauung | Walkgasse 7 (Karte)             | Nach 1800 | Als ländlich-handwerkliches bauliches Relikt städtebaulich und stadtgeschichtlich wichtig. Eingeschossiger massiver Putzbau mit Drempel und zweiachsigem Dachhaus, Eingang mit Granitportal um 1800 zentral darunter, modernisiert und verändert. | 09245936 |

## Tabellenlegende
- Bild: Bild des Kulturdenkmals, ggf. zusätzlich mit einem Link zu weiteren Fotos des Kulturdenkmals im Medienarchiv Wikimedia Commons. Wenn man auf das Kamerasymbol klickt, können Fotos zu Kulturdenkmalen aus dieser Liste hochgeladen werden:
- Bezeichnung: Denkmalgeschützte Objekte und ggf. Bauwerksname des Kulturdenkmals
- Lage: Straßenname und Hausnummer oder Flurstücknummer des Kulturdenkmals. Die Grundsortierung der Liste erfolgt nach dieser Adresse. Der Link (Karte) führt zu verschiedenen Kartendiensten mit der Position des Kulturdenkmals. Fehlt dieser Link, wurden die Koordinaten noch nicht eingetragen. Sind diese bekannt, können sie über ein Tool mit einer Kartenansicht einfach nachgetragen werden. In dieser Kartenansicht sind Kulturdenkmale ohne Koordinaten mit einem roten bzw. orangen Marker dargestellt und können durch Verschieben auf die richtige Position in der Karte mit Koordinaten versehen werden. Kulturdenkmale ohne Bild sind an einem blauen bzw. roten Marker erkennbar.
- Datierung: Baubeginn, Fertigstellung, Datum der Erstnennung oder grobe zeitliche Einordnung entsprechend des Eintrags in der sächsischen Denkmaldatenbank
- Beschreibung: Kurzcharakteristik des Kulturdenkmals entsprechend des Eintrags in der sächsischen Denkmaldatenbank, ggf. ergänzt durch die dort nur selten veröffentlichten Erfassungstexte oder zusätzliche Informationen
- ID: Vom Landesamt für Denkmalpflege Sachsen vergebene, das Kulturdenkmal eindeutig identifizierende Objekt-Nummer. Der Link führt zum PDF-Denkmaldokument des Landesamtes für Denkmalpflege Sachsen. Bei ehemaligen Kulturdenkmalen können die Objektnummern unbekannt sein und deshalb fehlen bzw. die Links von aus der Datenbank entfernten Objektnummern ins Leere führen. Ein ggf. vorhandenes Icon  führt zu den Angaben des Kulturdenkmals bei Wikidata.

## Ausführliche Denkmaltexte
1. ↑  Maschinenhaus der ehemaligen Chemischen Bleicherei, Färberei und Appreturanstalt F. A. Hempel in der Dürerstraße 30a:
1830 gründete Friedrich August Hempel seine Bleicherei, Färberei und Appreturanstalt und siedelte sich hierfür zunächst zwischen Bleichstraße und Hofwiesenstraße an (siehe 09246563). Später übernahmen seine Söhne August und Richard das Unternehmen und fügten diesem Komplex zwei Unternehmervillen hinzu (siehe 09246562 und 09246564).
Das Zweigwerk an der Dürerstraße wurde erst 1884 eingerichtet und bestand um 1890 aus zwei parallel zur Hofeinfahrt gelagerten Gebäudekomplexen. Rechtsseitig befand sich ein dreigeschossiges Produktionsgebäude mit südlich angeschlossenem, eingeschossigen Kessel- und Maschinenhaus mitsamt zugehörigem Schornstein. Nördlich des Gebäudekomplexes befand sich ein zweigeschossiges Verwaltungsgebäude. Linksseitig der Hofeinfahrt stand ein weiteres, ebenfalls dreigeschossiges Produktionsgebäude.
Um 1930 hatte sich der Komplex in südwestlicher Richtung um ein Produktionsgebäude mit Turmanbau, ein neues Kesselhaus mitsamt Schornstein sowie einen Wasserturm vergrößert. Das alte, nun obsolet gewordene Kesselhaus an der südöstlichen Grundstücksgrenze konnte daher durch das heute noch erhaltene Maschinenhaus als Kraftzentrale ersetzt werden. Das ehemals nördlich anschließende Produktionsgebäude wurde von sechs auf acht Fensterachsen verlängert und in südlicher Richtung mit einem eingeschossigen Anbau versehen.
In Folge der Luftangriffe auf Plauen zwischen 1944 und 1945 erlitt das Zweigwerk in der Dürerstraße erhebliche Kriegsschäden, so dass das Veredelungswerk nach dem Krieg lediglich am älteren Standort in der Hofwiesenstraße den Betrieb aufnahm. Das Maschinenhaus wurde in den folgenden Jahren von einer Bau- und Möbeltischlerei genutzt und nur wenig verändert. Weiterhin haben sich, baulich stark verändert, das östliche Produktionsgebäude sowie das Verwaltungsgebäude erhalten.

Baubeschreibung:
Das eingeschossige Maschinenhaus mit rechteckigem Grundriss und hoher Erdgeschosshöhe besitzt ein relativ flaches Pyramidenstumpfdach, auf dem eine Dachlaterne mit leicht schrägstehenden Wänden, großen Fensterflächen und einem Pyramidendach aufgesetzt ist. Die Wandflächen bestehen aus verputztem Ziegelmauerwerk mit leicht vorspringendem Sockelbereich, durchbrochen werden sie durch Rechteckfenster. Der Zugang erfolgt über eine zweiläufige Freitreppe an der Südwestseite.
Der Innenraum wird geprägt durch eine architektonische Gestaltung der Wandflächen mit Lisenen, Gesimsen, Zahnfriesen sowie mit barockisierenden Blendfenstern unter der Dachlaterne. Besondere Betonung erfährt dabei die Zwischenwand gegenüber dem Eingang. Hier bildet eine langgezogene, dreistufige Kegeltreppe ein schmales Podest, über dem ehemals eine Schalttafel zur Steuerung der Kraftzentrale in die heute mit Ziegelmauerwerk ausfachte Zwischenwand eingelassen war.

Technische Ausstattung:
 Von der ehemals vorhandenen technischen Ausstattung sind lediglich im Kellergeschoss zwei alte Transformatoren sowie Isolatoren und Kabelreste aus der Erbauungszeit erhalten geblieben, die Anzahl der noch sichtbaren Trafozellen lässt jedoch Rückschlüsse auf die ursprüngliche Menge der Trafos zu.